# Ашот Кискаси
Ашот Кискаси (груз. აშოტ კისკასი, умер в 939 году) — грузинский принц Тао-Кларджети из династии Багратионов.

## Биография
Ашот был сыном Баграта I из Кларджети, умершего в 900 году.
Ашот управлял важнейшим укреплённым торговым городом городом Артануджи, который он, вероятно, унаследовал от своего старшего брата Гургена I из Кларджети. По словам Константину VII Багрянородному, автору книги «Об управлении империей», Ашот был в плохих отношениях со своим зятем Гургеном I из Тао, который был полон решимости принять управление Артануджи на себя. Ашот предложил передать город византийцам в обмен на их защиту. Византийский полномочный представитель патрикий Констанс выполнил свою миссию, утвердив Гургена II, князя Верхнего Тао, в качестве магистра, и приступил к оккупации Артануджи с помощью халдиской армии.
Грузинские князья, конкурирующие с Ашотом, протестовали и угрожали перейти к арабам, если город не будет возвращён назад. Византийский император Роман I Лакапин был вынужден отречься от действий Константа, чтобы успокоить их. Ашот Кискаси был восстановлен в правах в Артануджи, но Гурген вскоре захватил город и в качестве компенсации дал своему свёкру землю, которую он позже аннексировал.
Ашот был женат на сестре Георгия II, царя Абхазии. Вместе у них была дочь, которая вышла замуж за Гургена II. Ашот умер в 939 году в качестве беженца при дворе своего шурина Георгия II из Тао.